# أسفل رساب (يافع)

تعديل مصدري - تعديل

اسفل رساب هي إحدى قرى عزلة لبعوس بمديرية يافع التابعة لمحافظة لحج، بلغ تعداد سكانها 111 نسمة حسب تعداد اليمن لعام 2004.